# Ernő Seidler
Dans le nom hongrois Seidler Ernő, le nom de famille précède le prénom, mais cet article utilise l’ordre habituel en français Ernő Seidler, où le prénom précède le nom.
Ernő Seidler, né le 18 mars 1886 à Ungvár en Autriche-Hongrie et mort vers 1939-1940 à Moscou en URSS, était un fonctionnaire privé, membre successivement du Parti communiste hongrois, du Parti communiste tchécoslovaque puis du Parti communiste de l'Union soviétique et commandant d'un régiment hongrois au sein de l'Armée rouge. 

## Biographie
Il appartient à la famille juive hongroise des Pollacsek. Il est le cousin germain de l'économiste Karl Polanyi (1886-1964) et du chimiste et penseur libéral Michael Polanyi (1891-1976), nés Pollacsek.
En 1915, lors de la Première Guerre mondiale, il fut prisonnier de guerre des Russes dans le camp de Tomsk, où il s'est pris d'amitié avec Béla Kun et Ferenc Münnich.